# غلوكي بينتي
غلوكي بينتي (الاسم العلمي: Glaucus bennettae) هو نوع من الحيوانات يتبع جنس الغلوكي من فصيلة الغلوكيات.